# جان كلود أندرويت
جان كلود أندرويت (بالفرنسية: Jean-Claude Andruet)‏ مواليد 13 أغسطس 1942، هو سائق راليات فرنسي سابق بدأ مسيرته في سنة 1973. كان أول رالي له هو رالي مونت كارلو 1973. تنافس في بطولة العالم للراليات. فاز بـ 3 سباقات رالي. صعد على المنصة 7 مرات خلال مسيرته.

## سجل الفوز
- رالي مونت كارلو 1973
- رالي سانريمو 1977

## فرق مثلها
- لانشيا
- سيتروين

## روابط خارجية
- جان كلود أندرويت على موقع DriverDB.com (الإنجليزية)
- جان كلود أندرويت على موقع Rallye-info.com (الإنجليزية)
- جان كلود أندرويت على موقع eWRC-results.com (الإنجليزية)